# (29528) Kaplinski
(29528) Kaplinski est un astéroïde de la ceinture principale.

## Description
(29528) Kaplinski est un astéroïde de la ceinture principale. Il fut découvert le 10 janvier 1998 à l'Observatoire d'Ondřejov par Lenka Šarounová. Il présente une orbite caractérisée par un demi-grand axe de 2,68 UA, une excentricité de 0,10 et une inclinaison de 15,6° par rapport à l'écliptique.

## Compléments